# 蒲川乡
蒲川乡，是中华人民共和国云南省保山市腾冲市下辖的一个乡镇级行政单位。

## 行政区划
蒲川乡下辖以下地区：
下甲社区村、米果村、向阳村、清河社区村、龙朝村、小曼别村、茅草地村、大曼别村、坪山村、曼朵村、坝外村和户弄村。